# Campeonato de Wimbledon 1883
La edición 7.º del Campeonato de Wimbledon se celebró entre el 7 de julio y el 16 de julio de 1883 en las pistas del All England Lawn Tennis and Croquet Club de Wimbledon, Londres, Inglaterra.
El cuadro individual masculino lo iniciaron 20 jugadores.

## Hechos destacados
En la competición individual masculina se impuso el británico William Renshaw logrando el tercer título que obtendría en el torneo al imponerse en la final al británico Ernest Renshaw.

## Palmarés
| Seniors              | Vencedor        | Resultado               | Finalista      | Finalista |
| -------------------- | --------------- | ----------------------- | -------------- | --------- |
| Individual masculino | William Renshaw | 2–6, 6–3, 6–3, 4–6, 6–3 | Ernest Renshaw |           |

## Cuadros Finales

### Torneo individual masculino
| Predecesor: 1882                                       | Campeonato de Wimbledon 1883 | Sucesor: 1884                                       |
| Predecesor: Campeonato nacional de Estados Unidos 1882 | Grand Slam 1883              | Sucesor: Campeonato nacional de Estados Unidos 1883 |

- Datos: Q522860